# Mosjön (Dunkers socken, Södermanland, 656367-155672)
Mosjön är en sjö i Flens kommun i Södermanland och ingår i Nyköpingsåns huvudavrinningsområde.